# Elisabeth Günther
Elisabeth Günther, född 1966 i Berlin, Tyskland, är en tysk skådespelare och röstskådespelerska.
Elisabeth Günther är född och uppvuxen i Berlin och lever sedan 1995 i München. Efter skådespelarutbildning har hon även genomgått en dans- och sångutbildning och spelat i talrika teaterstycken. Hon har bland annat medverkat i Praxis Bülowbogen och Second Chance.
Sedan 1990 är Günther verksam som röstskådespelerska; hon har dubbat bland andra Liv Tyler, Cate Blanchett, Helena Bonham Carter, Amy Brenneman och Torri Higginson samt Eva Röse (i Kopps).
Hon har också samarbetat med det tyska trance/techno-bandet E Nomine på ett antal av deras album.